# Hồng tú cầu
Hồng tú cầu, Huyết hoa hay hoa quốc khánh (danh pháp hai phần: Scadoxus multiflorus) là một loài thuộc Họ Loa kèn đỏ. Chín loài của chi Scadoxus trước đây được xem là thuộc chi Huyết hoa (Haemanthus).

## Các phân loài
Một số phân loài của Hồng tú cầu:
- Scadoxus multiflorus subsp. multiflorus
- Scadoxus multiflorus subsp. katharinae (trước đây là Haemanthus katharinae)
- Scadoxus multiflorus subsp. longitubus (C.H. Wright) Friis & Nordal, oberguineische Wälder

## Hình ảnh

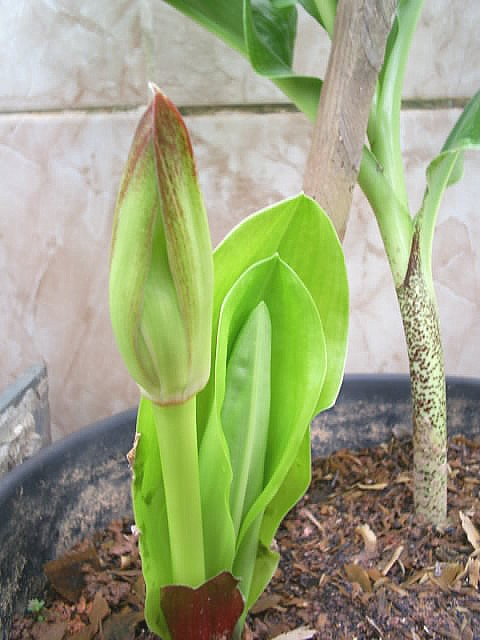
Hồng tú cầu chuẩn bị ra hoa
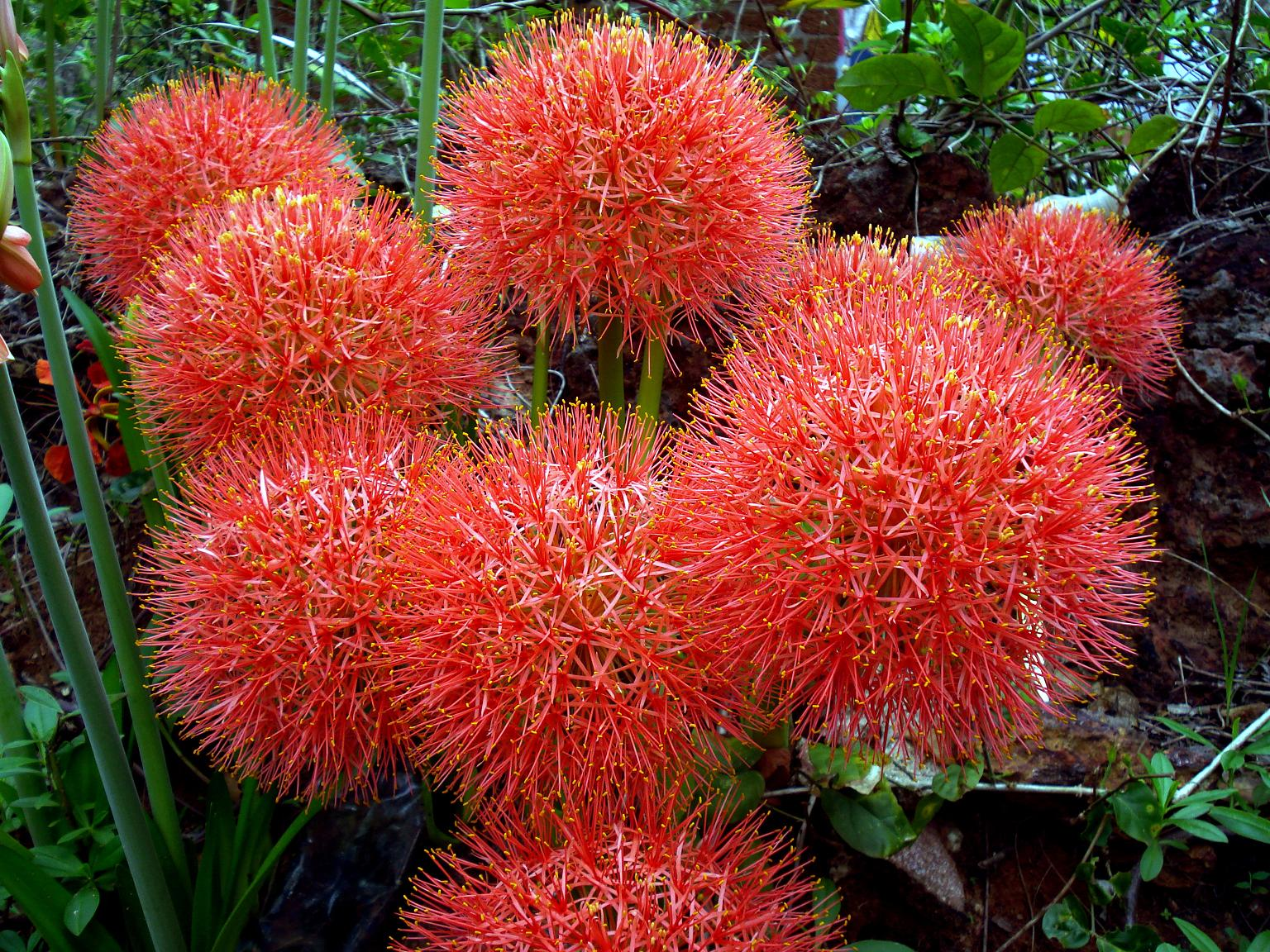
Hoa của Hồng tú cầu
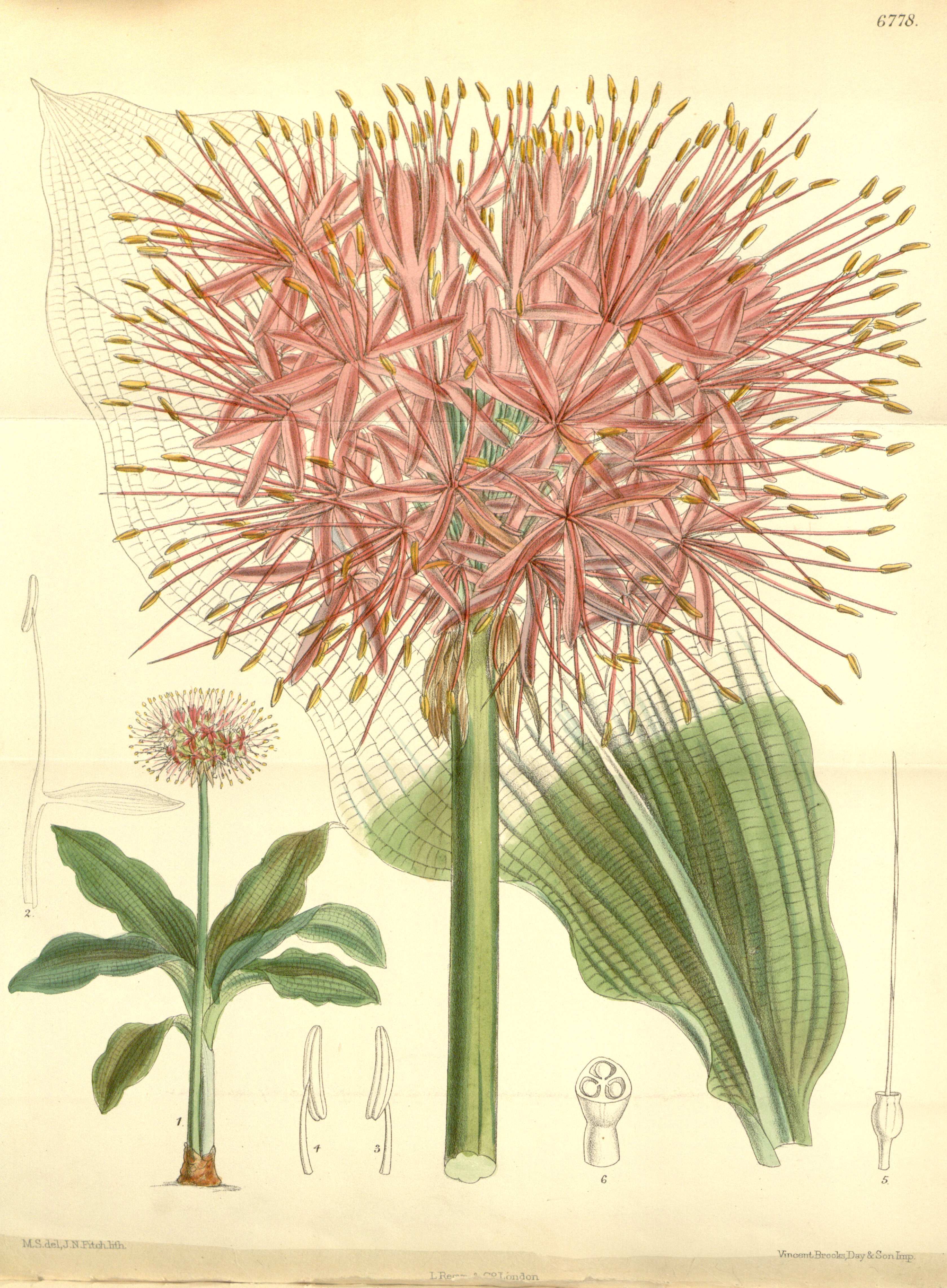
Tranh mô tả phân loài katharinae
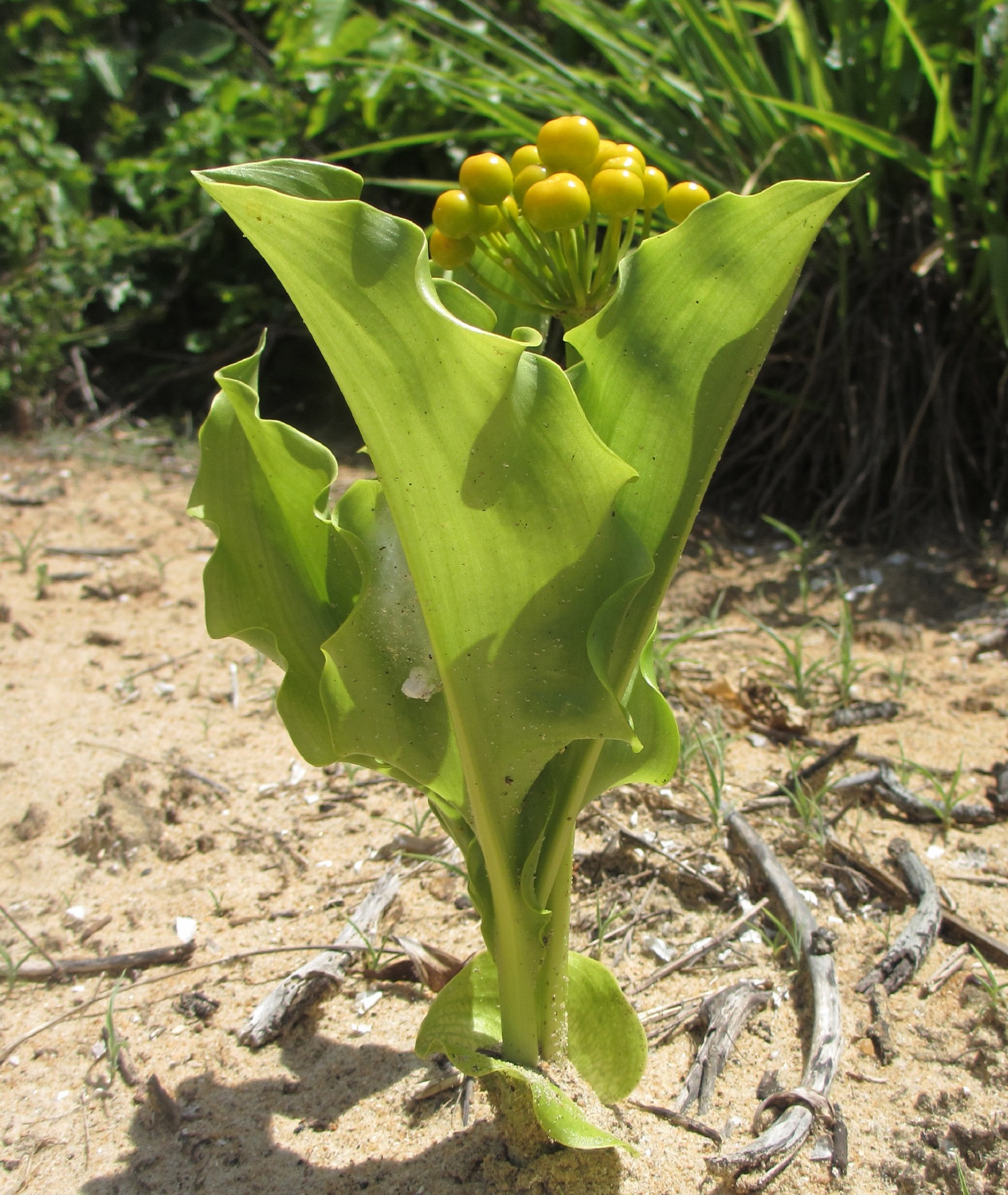
Một cây Hồng tú cầu có quả
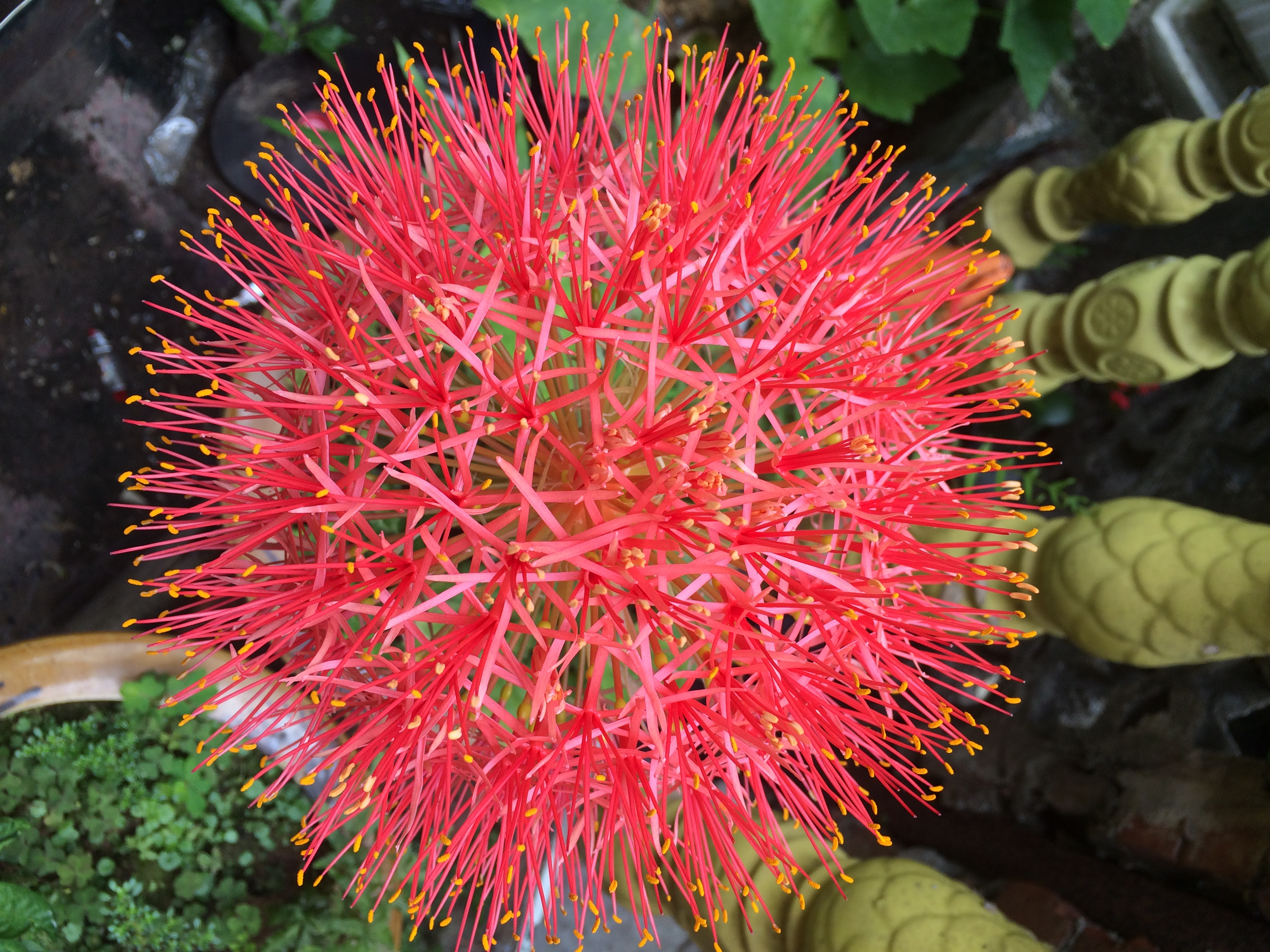
Ảnh chụp cận cảnh
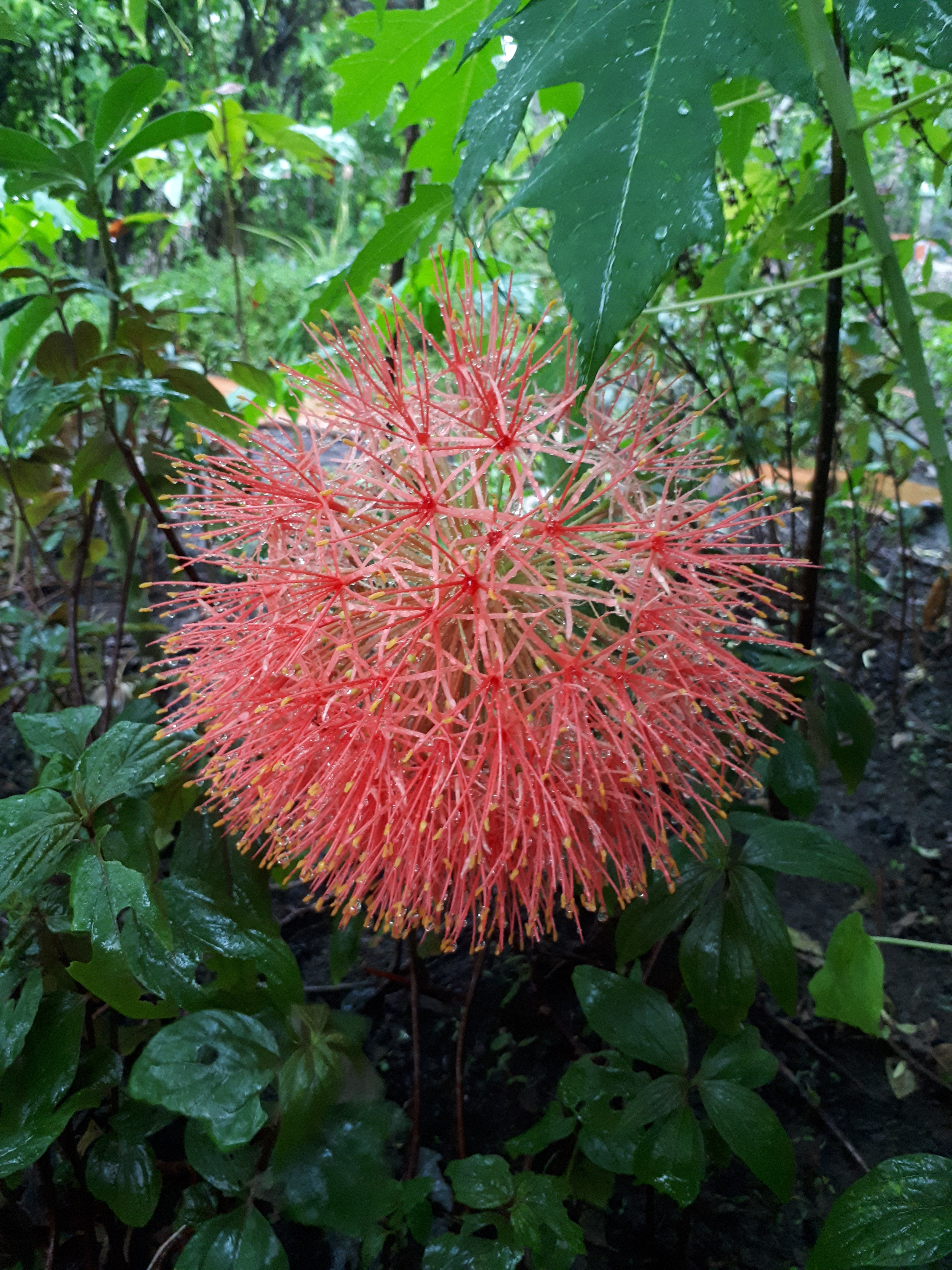
Một cây Hồng tú cầu ra hoa vào mùa hè.